# صابوغة فوكلاندية
صابوغة فوكلاندية (الاسم العلمي: Sprattus fuegensis) (بالإنجليزية: Falkland sprat)‏ هي نوع من الأسماك تتبع جنس الصابوغة من فصيلة الرنكات.